# The Next Generation -Patlabor-
The Next Generation -Patlabor- (THE NEXT GENERATION - パトレイバー -) é uma série de filmes japoneses de ficção científica em live-action, baseados na franquia Patlabor. Foi dividido em treze episódios separados em sete partes que foram lançadas em 2014 e 2015, com a parte final exibida em maio de 2015.

## Episódios
Todos os episódios, excepto o episódio 0, tiveram uma duração de quarenta e oito minutos.
- 0: Curta-metragem de quinze minutos, realizada por Kiyotaka Taguchi.
- 1: Realizado por Mamoru Oshii.
- 2: Realizado por Takanori Tsujimoto.
- 3: Realizado por Hiroaki Yuasa.
- 4: Realizado por Takanori Tsujimoto.
- 5: Realizado por Mamoru Oshii.
- 6: Realizado por Mamoru Oshii.
- 7: Realizado por Hiroaki Yuasa.
- 8: Realizado por Takanori Tsujimoto.
- 9: Realizado por Kiyotaka Taguchi.
- 10: Realizado por Kiyotaka Taguchi.
- 11: Realizado por Hiroaki Yuasa.
- 12: Realizado por Mamoru Oshii.

## Elenco
- Erina Mano como Akira Izumino
- Seiji Fukushi como Yūma Shiobara
- Rina Ōta como Ekaterina Krachevna Kankaeva
- Shigeru Chiba como Shigeo Shiba
- Toshio Kakei como Capitão Keiji Gotōda
- Yoshinori Horimoto como Isamu Ōtawara [3]
- Shigekazu Tajiri como Hiromichi Yamazaki[3]
- Kohei Shiotsuka como Shinji Mikiya[3]
- Yoshikatsu Fujiki como Yoshikatsu Buchiyama[3]